# Kurt Nantke
Kurt Nantke (* 18. November 1900 in Eckernförde; † 7. Mai 1979 in Wuppertal-Barmen) war ein deutscher Maler.
Nanke studierte bei Gustav Wiethüchter an der Kunstgewerbeschule Barmen. Anlässlich der Ausstellung „Junges Rheinland“ in Barmen bezeichnete der Kunsthistoriker Walter Cohen ihn als „hoffnungsvollen Koloristen“.
Nantke war Mitglied der „Rheinischen Sezession“.
1937 wurden im Rahmen der deutschlandweiten konzertierten Aktion „Entartete Kunst“ nachweislich fünf seiner Bilder aus öffentlichen Sammlungen beschlagnahmt und vernichtet.

## Werke

### 1937 als „entartet“ aus öffentlichen Sammlungen beschlagnahmte und vernichtete Werke
- Häuser und Gärten (Öl auf Leinwand, 180 × 100 cm, 1930; Ruhmeshalle Wuppertal-Elberfeld)
- Selbstbildnis (Öl auf Pappe, 22,5 × 65 cm, 1928; Ruhmeshalle Wuppertal-Elberfeld)
- Bildnis des Malers Walter Gerber (Öl auf Leinwand, 40 × 43 cm, 1922; Ruhmeshalle Wuppertal-Elberfeld)
- Landschaft aus dem Ruhrgebiet (Tafelbild; Städtische Bildergalerie Wuppertal-Elberfeld)
- Abendliche Landschaft (Aquarell; Städtische Bildergalerie Wuppertal-Elberfeld)

### Weitere Werke (Auswahl)
- Bildnis eines Mannes, Öl auf Pappe, 1920[4]
- Blumenbild[2]

## Ausstellungen (unvollständig)
- 1975: Wuppertal, Von der Heydt-Museum
- 1992/93: Solingen, Bergisches Museum („Bohême an der Wupper. Walter Gerber, Kurt Nantke, Richard Paling, Ferdinand Röntgen ; Malerei und Graphik 1920“)